# Rue du Jardinet
La rue du Jardinet est une voie située dans le quartier de la Monnaie dans le 6e arrondissement de Paris. 

## Situation et accès
La rue finit en impasse et n'est pas ouverte à la circulation automobile.
La rue du Jardinet est desservie par les lignes 4 et 10 à la station Odéon.

## Origine du nom
Elle doit son nom au voisinage de l'ancien jardin de l'Hôtel de Vendôme.

## Historique

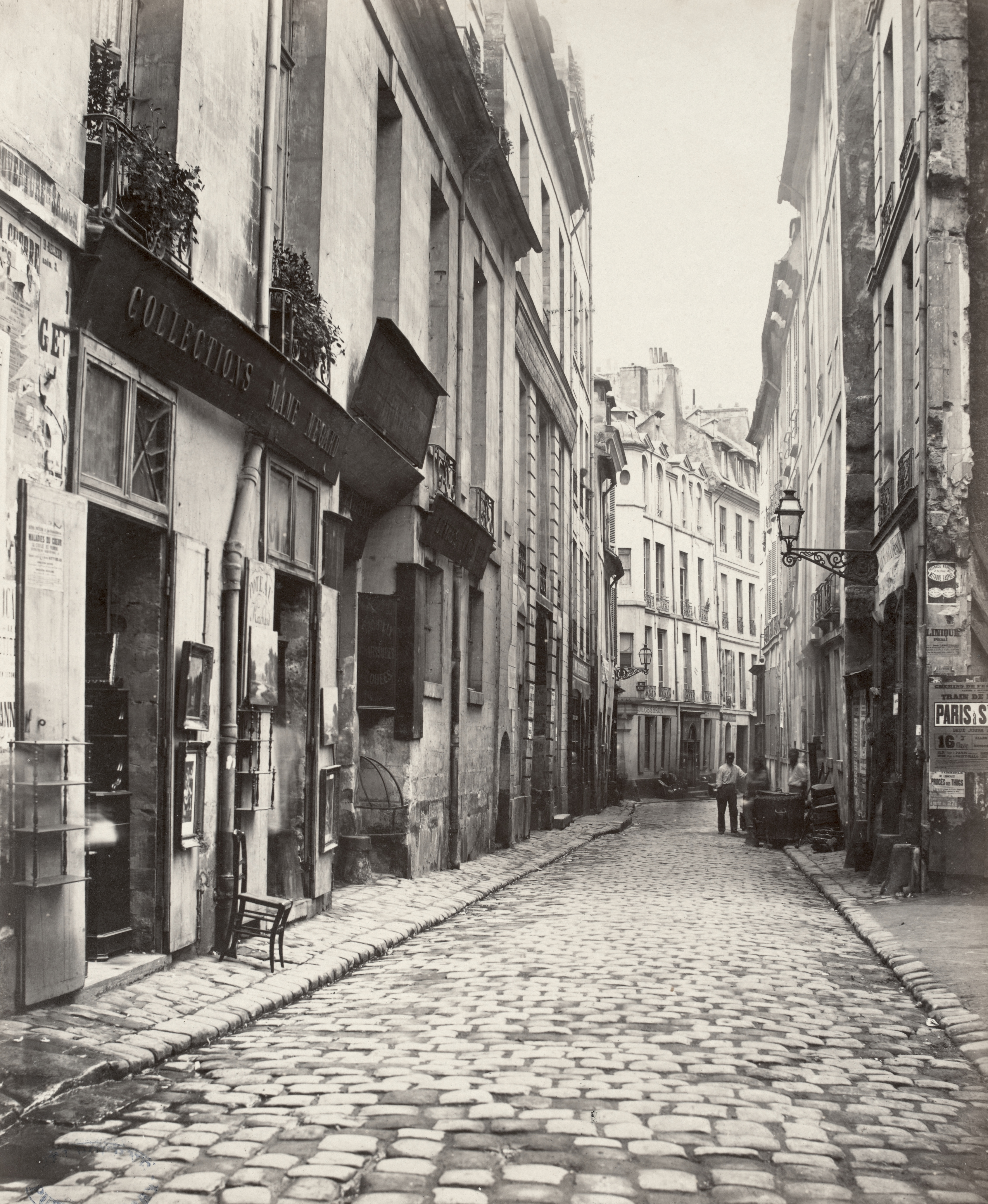
Rue du Jardinet vers 1853-1870 (cliché de Charles Marville).

Ancienne « impasse de Rouan » ou « cul-de-sac de Rouen », présente sur les plans de Paris de la fin du XIIIe siècle[réf. nécessaire], rejoignant la rue Hautefeuille. Cette portion au-delà de l'actuel boulevard Saint-Germain a porté les noms de « rue des Champs », « rue des Petits Champs », « rue du Champ Petit », puis de « rue de l'Escureul » et « rue des Escureux ».

Dans Le Dit des rues de Paris de Guillot de Paris, daté des années 1280-1300, elle est citée sous la forme « rue du Champ-Petit ».
Elle prend le nom de « rue du Jardinet » au XVIe siècle en raison de la proximité du jardin de l'ancien hôtel de Vendôme (démoli en 1441). Lors du percement en 1866 du boulevard Saint-Germain, elle est amputée de sa plus grande partie méridionale.
Elle est citée sous le nom de « rue du Jardinet » dans un manuscrit de 1636.

## Bâtiments remarquables et lieux de mémoire
- Le compositeur Camille Saint-Saëns est né au no 3 de la rue le 9 octobre 1835. A ce même numéro travailla de 1851 à 1854 M.-R. Jacquet inventeur du Mélophone [2]
- École primaire de la rue du Jardinet au no 7.
- Gymnase du lycée Fénelon.
- Mur sculpté au croisement avec la rue de l'Éperon.
- Donne accès à la cour de Rohan.
- Au no 13, le libraire éditeur Chamerot s'y installe au moins dans les années 1826 à 1874.

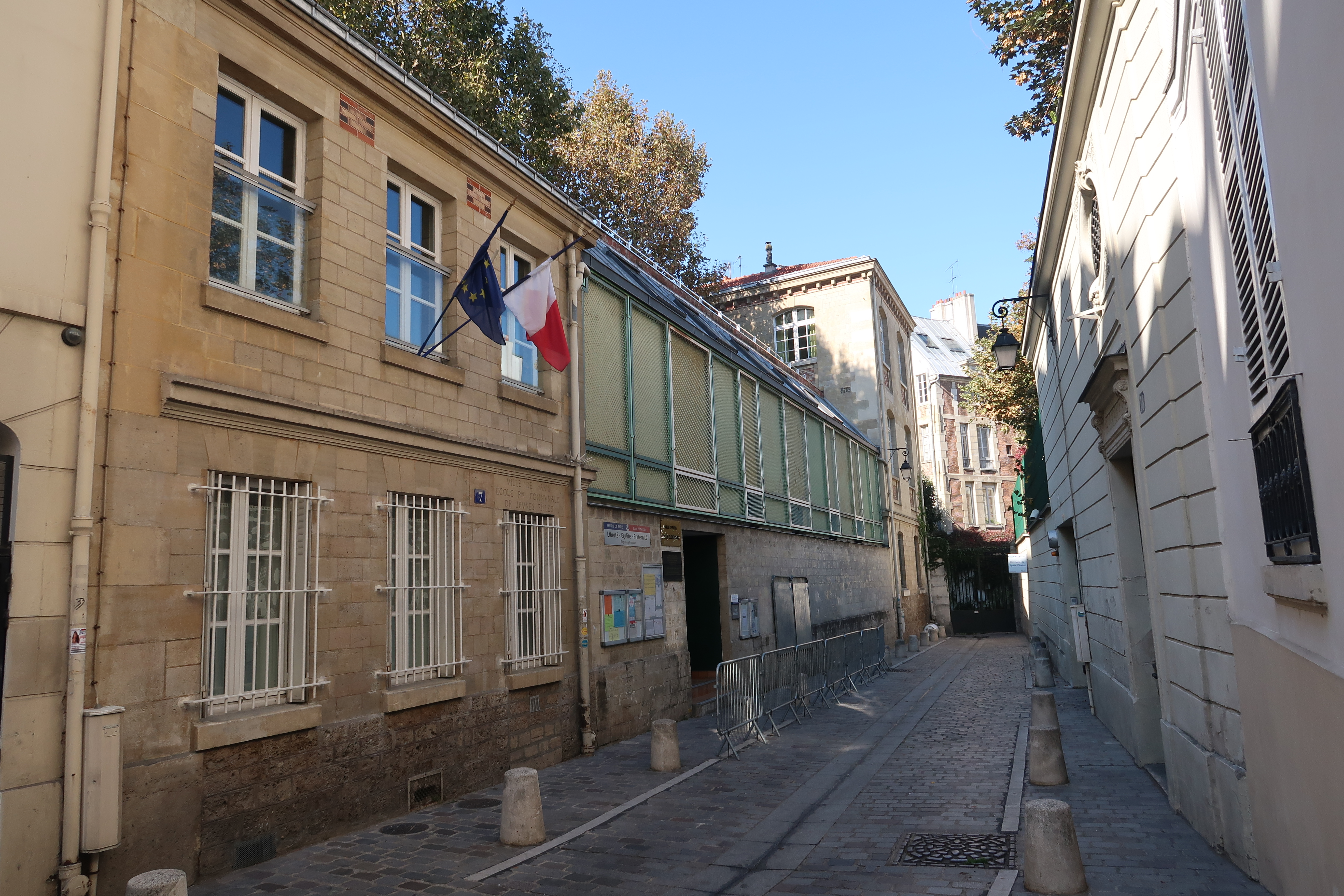
École élémentaire (à gauche).
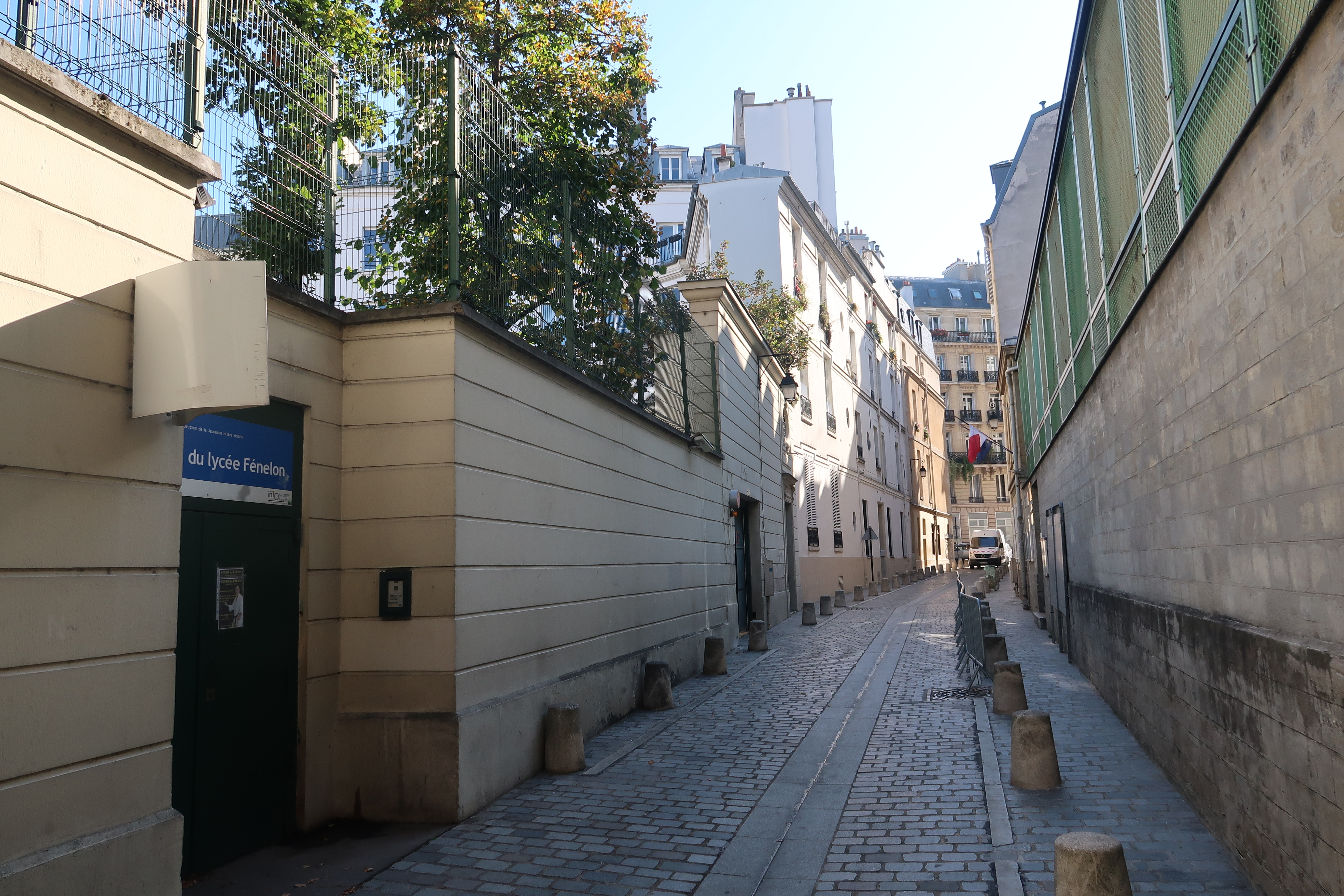
Gymnase (à gauche).
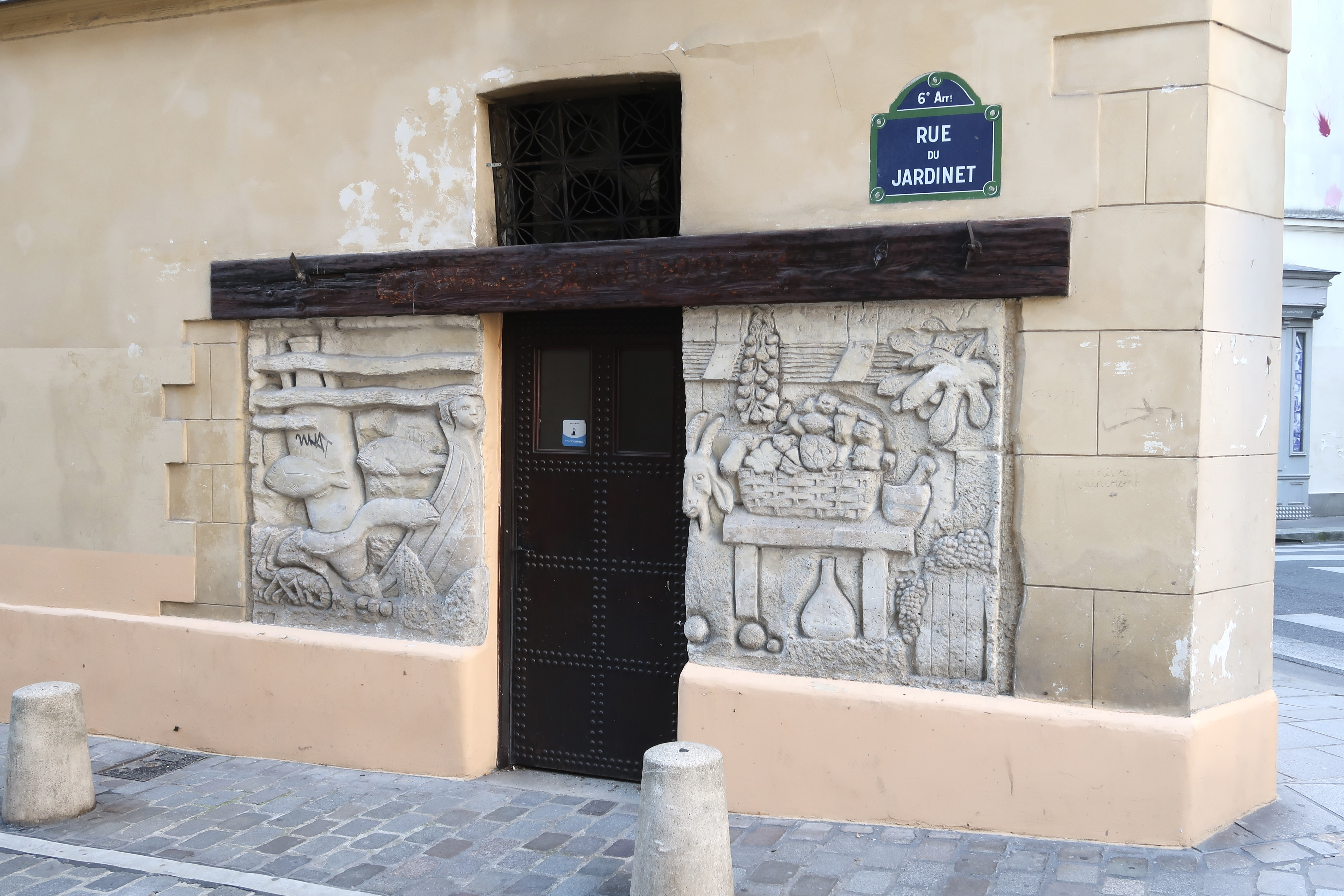
Relief au croisement avec la rue de l'Éperon.